# Francisco Malabo Beosá
Francisco Malabo Beosá   (Moca, 23 de juny de 1896 - Moca, 16 de novembre de 2001), nascut a l'illa de Bioko, Guinea Equatorial (llavors encara Guinea Espanyola), va ser un dels tres fills de Malabo Lopelo Melaka, nomenat rei Malabo I entre els grups bubis del país. Després de la mort del seu pare el 1937, i la defunció anys després dels seus dos germans, es va convertir en l'últim successor legítim de Malabo I.
Conegut com a Rei Malabo II, Malabo Beosá va ser considerat el pare espiritual del poble bubi. Va liderar una religió animista basada en el culte a Morim, ser suprem i creador de l'univers.
El 1973, sota el règim de Francisco Macías Nguema (1968-1979), seguint una política d'africanització de noms, es va canviar el nom de la capital del país, anomenada fins llavors Santa Isabel, pel de Malabo en honor del seu pare, el rei tradicional bubi Malabo I. L'illa de Fernando Poo va ser canviada el nom també a partir de 1979 (després de rebre el nom en 1973 de "Illa Macías Nguema") com Bioko pel seu oncle Adolfo Bioco.
Francisco Malabo Beosá va morir a l'edat de 105 anys en la localitat de Moka (Bioko Sud), deixant nou fills, 62 nets, 84 besnets i 17 rebesnets.
El Govern de Teodoro Obiang, per mitjà de Deogracias Miguel Olomo Abia, governador de la província de Bioko Sud, va retre homenatge a Malabo Beosá durant els seus funerals en Moka, segons la Televisió Nacional ecuatoguineana.